# XXL (magazyn)
„XXL” – hip-hopowy magazyn stworzony przez Harris Publications. Redaktorem naczelnym czasopisma jest Elliott Wilson. Od roku 1998 współzawodniczy z The Source oraz Vibe.
„XXL” został założony przez część personelu „The Source”: Jamesa Bernarda, Roberta Marriotta i Reginalda Dennisa i in., którym nie odpowiadała dotychczasowa linia pisma i chcieli stworzyć dobry, obiektywny magazyn. 
„XXL” powstało w celu dostarczenia jego czytelnikom tekstów na dobrym poziomie – stąd jego motto „Hip-Hop on a Higher Level” („Hip-Hop na wyższym poziomie”). Po tym jak Benzino przejął „The Source” oraz zaczął beef z Eminemem, „XXL” zyskało większość udziałów na rynku. Wytwórnie płytowe Def Jam oraz Interscope zaoferowały magazynowi pomoc oraz dostęp do ich artystów. Nakład „XXL” wrósł w lutym 2003 roku dzięki okładce z Eminemem, 50 Centem oraz Dr. Dre, zatytułowanej „The Real Hip-Hop is Over Here” („Prawdziwy Hip-Hop jest tu”).